# Jim Ochowicz
Jim Ochowicz (Milwaukee, 23 de desembre del 1951) és un exciclista i dirigent d'equips estatunidenc.
Com a ciclista no va passar mai a professional. Va participar en els Jocs Olímpics de 1972 en la prova de persecució per equips.
El 1981 va fundar l'equip 7-Eleven. Aquest va passar a professional el 1985 i va participar en el Tour de França i el Giro d'Itàlia, competició que va guanyar el 1988 mitjançant Andrew Hampsten. A partir de 1991 l'equip passà anomenar-se "Motorola", fins a la seva desaparició el 1996.
El 2007 va crear l'equip BMC Racing Team del qual és propietari i mànager general.
Està casat amb la també ciclista i patinadora, guanyadora olímpica, Sheila Young.